# Julija Sdanowska
Julija Janiwna Sdanowska (anhörenⓘ; ukrainisch Юлія Янівна Здановська, englisch Yulia Zdanovska; * 4. Mai 2000 in der Ukraine; † 8. März 2022 in Charkiw) war eine ukrainische Mathematikerin und Lehrerin. Sie wurde 2022 durch russische Bombenangriffe getötet, als sie als humanitäre Freiwillige in Charkiw arbeitete. Das Department of Mathematics des MIT rief in Erinnerung an sie ein Stipendienprogramm ins Leben.

## Leben und Wirken
Sdanowska war 2015 Gewinnerin bei dem Ukrainischen Informatik-Biber Wettbewerb und 2016 Gewinnerin der Ukrainischen Informatik-Olympiade. Sie besuchte 2017 die 11. Klasse des Lyzeums für Physik und Mathematik der Nationalen Taras-Schewtschenko-Universität und nahm an der 6. EGMO (European Girls’ Mathematical Olympiad) in Zürich teil. An dem Wettbewerb nahmen 44 Länder mit vier Teilnehmerinnen aus jedem Land teil. Die Teams traten zwei Tage lang gegeneinander an, wobei sie drei mathematische Probleme in 4,5 Stunden lösen mussten. Das ukrainische Team gewann die European Girls’ Mathematical Olympiad zum dritten Mal, das Team aus Kiew und Charkiw schlug Russland um einen Punkt und gewann den ersten Preis. Sdanowska gewann die Silbermedaille.
Sdanowska studierte in einem Computer-Mathematik-Programm an der Nationalen Taras-Schewtschenko-Universität Kiew mit Bachelor-Abschluss. Ihre Bachelorarbeit befasste sich mit dem Thema „Multi-Agent Reinforcement Learning“. Sie engagierte sich anschließend in dem Verein „Ukraine4teach“ und unterrichtete Kinder in einer Dorfschule.
Laut einem Bericht des „International Mathematical Union Committee for Women in Mathematics“ blieb sie bei Ausbruch des Krieges in der Ukraine und arbeitete als Freiwillige in einem Wohngebiet von Charkiw, als sie bei einem Feuer starb, das von einer russischen Rakete verursacht wurde. Sie ist die vierte Freiwillige, die während des russischen Überfalls auf die Ukraine 2022 getötet wurde.

## Ehrung
In Erinnerung an sie hat das MIT Department of Mathematics ein kostenloses mathematisches Bildungsprogramm für ukrainische Schüler in den Klassen 9 bis 11 ins Leben gerufen, das zunächst bis Herbst 2022 laufen sollte und für dessen Verlängerung das MIT Department of Mathematics zu Spenden aufrief. Das Programm steht unter der Leitung von Pavel Etingof. Es ist auf Ukrainisch, Englisch und Russisch verfügbar. Die Teilnehmenden erhalten die Möglichkeit fortgeschrittene mathematische Themen zu studieren, die über den Lehrplan der High School hinausgehen. Yulia Zdanovska wollte ein solches Programm für talentierte Highschool-Schüler erstellen. Darum heißt es „Yulia’s Dream“.